# ناحیه شهر و شهرک نیو انگلند
ناحیه شهر و شهرک نیو انگلند (انگلیسی: New England city and town area) یا به صورت مخفف NECTA یک نهاد جغرافیایی و آماری تعیین شده توسط دولت فدرال ایالات متحده که در شش ایالت منطقه نیو انگلند ایالات متحده کاربری دارد. NECTAها بمانند "ناحیه‌های آماری شهری و ناحیه‌های آماری غیرشهری همان ضوابط را بکار می‌برند بجز آنکه در شهرک‌های نیو انگلند کاربرد دارد بجای سرتاسر شهرستان‌ها. NECTAها به دو گونه شهری یا غیرشهری طبقه‌بندی می‌شوند. NECTA غیرشهری هسته جمعیتی حداقل ۱۰٬۰۰۰ ولی کمتر از ۵۰٬۰۰۰ تن را شامل می‌شود در حالیکه NECTA شهری هسته جمعیتی حداقل ۵۰٬۰۰۰ تن را شامل می‌شود

## فهرست NECTAها

### NECTAهای شهری
| رتبه | NECTA                                | ایالت(ها) | جمعیت ۲۰۱۰ | جمعیت ۲۰۰۰ | تغییر جمعیت |
| ---- | ------------------------------------ | --------- | ---------- | ---------- | ----------- |
| ۱    | بوستون–کمبریج–کوئنسی                 | MA-NH     | ۴٬۷۰۳٬۱۸۷  | ۴٬۵۰۳٬۶۸۳  | +۴٫۴۳٪      |
| ۲    | پراویدنس–فال ریور–واریک              | RI-MA     | ۱٬۳۰۱٬۵۹۵  | ۱٬۲۹۲٬۹۴۲  | +۰٫۶۷٪      |
| ۳    | هارتفورد–هارتفورد غربی–هارتفورد شرقی | CT        | ۱٬۱۲۱٬۴۶۳  | ۱٬۰۵۹٬۸۷۸  | +۵٫۸۱٪      |
| ۴    | بریجپورت–استمفورد–نورواک             | CT        | ۹۲۶٬۴۶۵    | ۸۹۲٬۲۸۳    | +۳٫۸۳٪      |
| ۵    | اسپرینگفیلد                          | MA-CT     | ۶۸۳٬۸۰۰    | ۶۶۰٬۸۳۷    | +۳٫۴۷٪      |
| ۶    | نیوهیون                              | CT        | ۵۹۷٬۱۷۲    | ۵۷۱٬۳۱۰    | +۴٫۵۳٪      |
| ۷    | ووستر                                | MA-CT     | ۵۷۷٬۵۳۷    | ۵۳۹٬۸۲۸    | +۶٫۹۹٪      |
| ۸    | پورتلند–پورتلند جنوبی–بیدفورد        | ME        | ۳۵۷٬۴۱۲    | ۳۳۳٬۶۲۴    | +۷٫۱۳٪      |
| ۹    | نورویچ–نیو لاندن                     | CT-RI     | ۲۷۸٬۵۹۸    | ۲۶۵٬۲۸۸    | +۵٫۰۲٪      |
| ۱۰   | برنستبل                              | MA        | ۲۳۹٬۶۷۵    | ۲۴۴٬۲۵۷    | -۱٫۸۸٪      |
| ۱۱   | واتربری                              | CT        | ۲۰۴٬۴۵۱    | ۱۹۵٬۵۴۰    | +۴٫۵۶٪      |
| ۱۲   | برلینگتون–برلینگتون جنوبی            | VT        | ۱۹۸٬۶۲۷    | ۱۸۷٬۱۰۵    | +۶٫۱۶٪      |
| ۱۳   | منچستر                               | NH        | ۱۸۷٬۵۹۶    | ۱۷۶٬۶۶۳    | +۶٫۱۹٪      |
| ۱۴   | بدفورد جدید                          | MA        | ۱۷۵٬۵۰۲    | ۱۷۰٬۱۶۱    | +۳٫۱۴٪      |
| ۱۵   | دانبری                               | CT        | ۱۶۳٬۲۶۰    | ۱۵۵٬۳۰۴    | +۵٫۱۲٪      |
| ۱۶   | راچستر–دوور                          | NH-ME     | ۱۴۹٬۴۷۱    | ۱۳۵٬۳۶۷    | +۱۰٫۴۲٪     |
| ۱۷   | لئومینستر–فیچبرگ–گاردنر              | MA        | ۱۴۷٬۸۱۸    | ۱۴۳٬۹۰۵    | +۲٫۷۲٪      |
| ۱۸   | بنگر                                 | ME        | ۱۳۵٬۶۳۲    | ۱۲۴٬۹۰۶    | +۸٫۵۹٪      |
| ۱۹   | لوستن–ابرن                           | ME        | ۱۰۶٬۲۱۶    | ۱۰۱٬۷۷۸    | +۴٫۳۶٪      |
| ۲۰   | پرتسموث                              | NH-ME     | ۷۳٬۲۷۴     | ۷۱٬۲۳۲     | +۲٫۸۷٪      |
| ۲۱   | پیتزفیلد                             | MA        | ۷۲٬۰۵۱     | ۷۳٬۲۹۷     | -۱٫۷۰٪      |

### NECTAهای غیرشهری

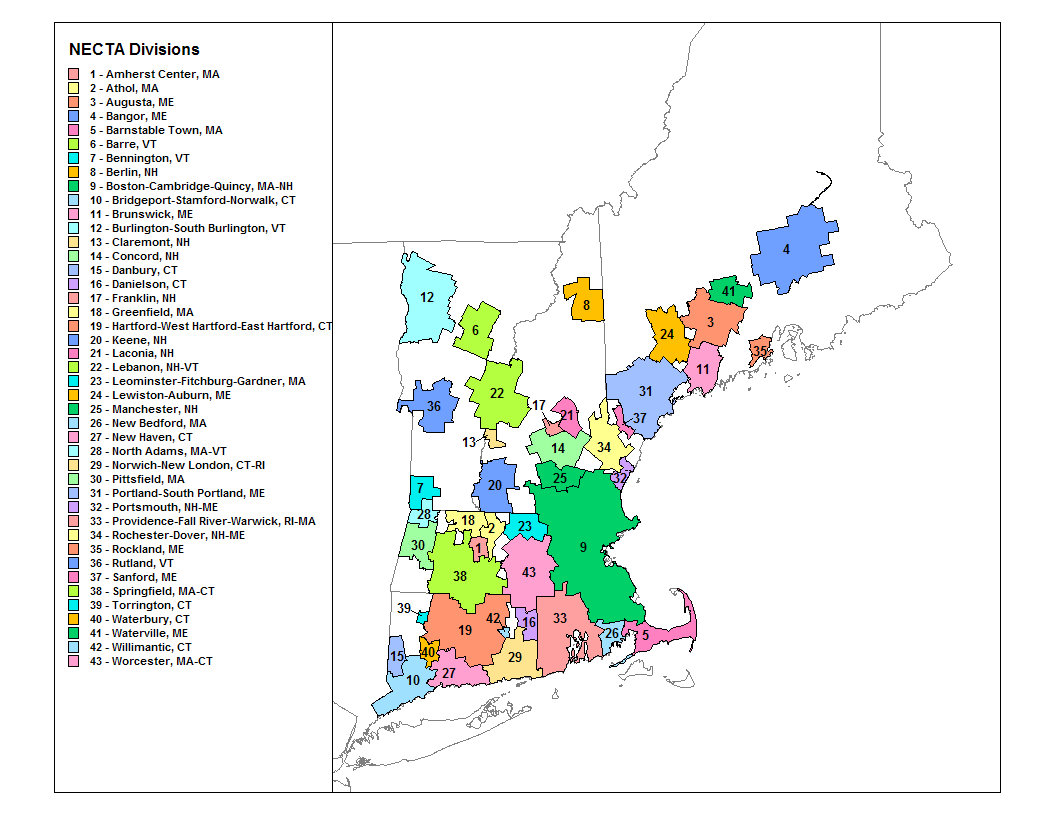

#### کنتیکت
- بریجپورت
- دانبری
- هارتفورد-هارتفورد غربی-هارتفورد شرقی
- نیو هیون
- نوریچ-نیو لاندن-وسترلی
- تورینگتون
- واتربری

#### مین
- آگوستا
- بنگر
- برانزویک
- لوستن-ابرن
- پورتلند-پورتلند جنوبی
- سنفورد
- وترویل

#### نیوهمشایر
- برلین
- کنکورد
- دوور
- کین
- لکوونیا
- لبنان
- منچستر
- پرتسموث

#### رود آیلند
- پراوینس-وارویک

#### ورمانت
- بری
- بنینگتون
- برلینگتون-برلینگتون جنوبی
- راتلند